# Kirche von Heinde

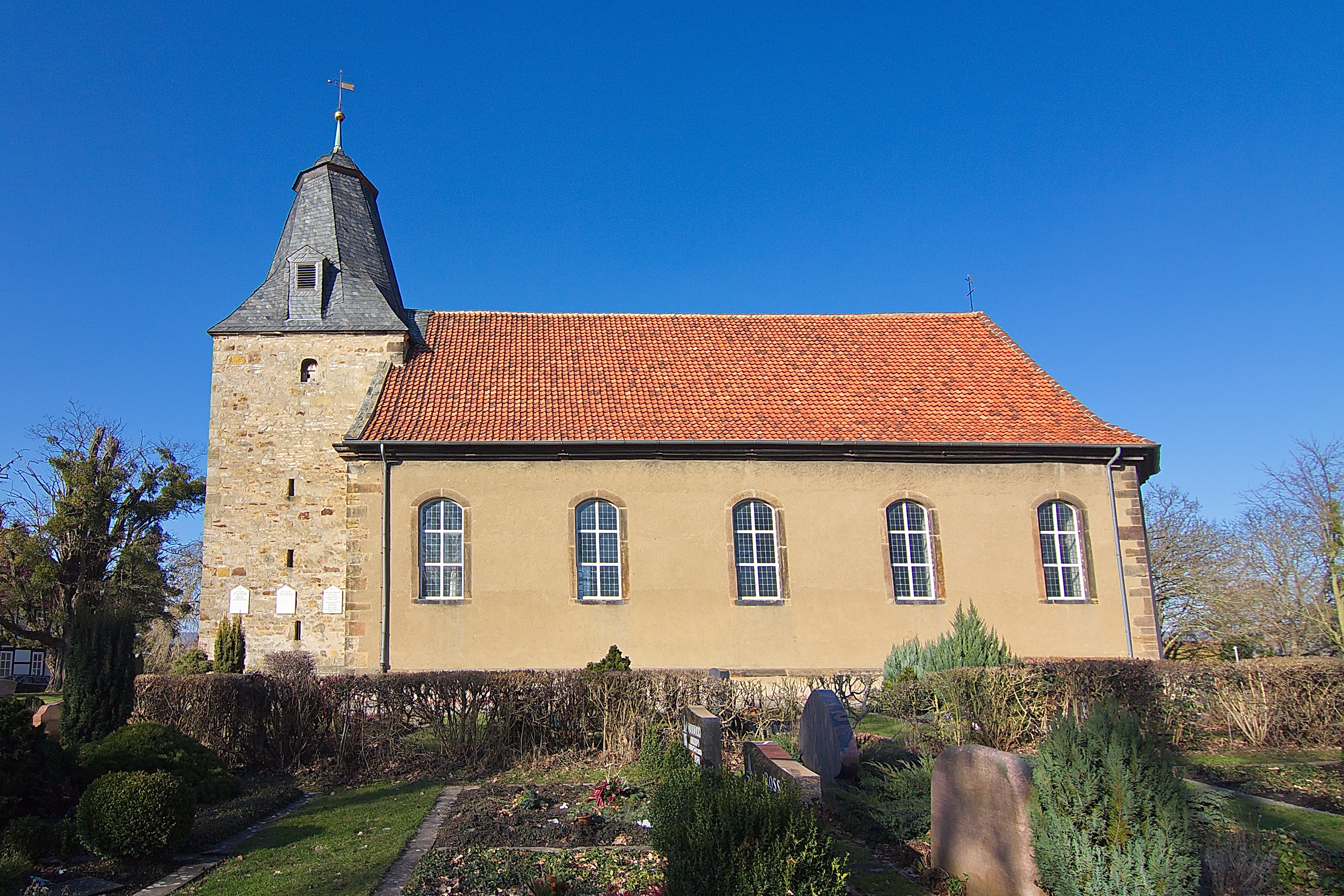
Kirche von Heinde

Die evangelisch-lutherische Kirche von Heinde steht am Rande des Kirchfriedhofs von Heinde, einem Ortsteil der Stadt Bad Salzdetfurth im Landkreis Hildesheim von Niedersachsen. Die Kirche steht unter Denkmalschutz. Sie gehört zur Kirchengemeinde Innerstetal im Kirchenkreis Hildesheimer Land-Alfeld im Sprengel Hildesheim-Göttingen der Evangelisch-lutherischen Landeskirche Hannovers.

## Beschreibung
Das Langhaus der Saalkirche ließen die Grafen von Wallmoden 1716 neu erbauen. Der Kirchturm im Westen aus Bruchsteinen ist romanischen Ursprungs. Seine Schießscharten deuten darauf hin, dass er ursprünglich zu einer Wehrkirche gehörte. Der schiefergedeckte Helm des Turms wurde 1815 bei einem Einschlag eines Blitzes beschädigt. Bei der Reparatur wurde der rechteckige Ansatz, der ins Achteck übergeht, statt der Spitze mit einer flachen Haube bedeckt. Der Kragträger für die Schlagglocke ist nach Nordwesten ausgerichtet. Hinter den rundbogigen Klangarkaden befindet sich der Glockenstuhl, in dem zwei Kirchenglocken hängen; die ältere wurde 1815, die jüngere 1954 von Friedrich Wilhelm Schilling gegossen. Unter dem Turm befindet sich das Erbbegräbnis der Reichsgrafen von Wallmoden-Gimborn. Das Satteldach des bis auf die Ecksteine verputzten Langhauses ist über dem dreiseitig abgeschlossenen Chor im Osten abgewalmt. Bei der Sanierung wurden 1881 Zuganker eingebaut, um die Schubwirkung des Tonnengewölbes aufzufangen, dennoch mussten die oberen Teile der Nord- und Südwand 1939 erneuert werden.
Auf der Empore im Westen steht eine Patronatsloge. Dahinter hängt ein Ölgemälde über Adam und Eva. Zur Kirchenausstattung gehört ein barocker Kanzelaltar, den 1717 Ernst Dietrich Bartels geschaffen hat. Von ihm stammt auch der Taufengel, der mittig im Westen des Langhauses hängt. An der Nord- und der Südwand des Chors befinden sich Priechen. Auf der Ostempore oberhalb des Kanzelaltars steht die Orgel. Die erste wurde 1799 von einem unbekannten Orgelbauer errichtet. Sie wurde 1858 durch einen Neubau mit 11 Registern, einem Manual und einem Pedal von Heinrich Schaper ersetzt. 1891 wurde sie von August Schaper um ein zweites Manual ergänzt. Die Disposition wurde 1948 von Emil Hammer Orgelbau geändert. 1980/81 wurde sie durch die Gebrüder Hillebrand instand gesetzt. 2012 wurde von der Orgelbauwerkstatt Krawinkel die Originaldisposition wieder hergestellt.